# Presbytis frontata
Presbytis frontata är en däggdjursart som först beskrevs av Müller 1838.  Presbytis frontata ingår i släktet bladapor och familjen markattartade apor. IUCN kategoriserar arten globalt som sårbar. Inga underarter finns listade. Det svenska trivialnamnet vitpannad bladapa förekommer för arten.

## Utseende
Arten har en gråbrun päls på ryggen och en gulbrun päls på buken. Svansen är täckt med ljusgråa hår. Liksom andra bladapor har Presbytis frontata en tofs på huvudet som är svart. Kännetecknande är en vit fläck vid tofsens framsida. Även händer, fötter och skägget vid kinderna är svarta. Hanar och honor väger i genomsnitt 5,6 kg och ibland upp till 6,5 kg. Apans magsäck är liksom hos idisslare delad i flera segment för en bättre omsättning av växtfödan. Tummen finns bara rudimentärt.
Hanar är med en kroppslängd (huvud och bål) av cirka 60 cm och en svanslängd av cirka 74 cm lite större än honor. Honor blir ungefär 54,5 cm långa och har en cirka 72,5 cm lång svans.

## Utbredning och habitat
Denna primat förekommer på Borneo. Habitatet utgörs av regnskogar i låglandet och i låga bergstrakter upp till 300 meter över havet. Arten uppsöker även odlade områden.

## Ekologi
Denna bladapa är aktiv på dagen och klättrar främst i växtligheten. Vuxna hanar och honor samt deras ungar bildar flockar med 10 till 15 medlemmar. Dessutom finns ensamlevande hanar. Presbytis frontata äter främst blad samt några frukter och frön. Honan föder vanligen en unge per kull.